# Lerista robusta
Lerista robusta este o specie de șopârle din genul Lerista, familia Scincidae, descrisă de Storr 1990. Conform Catalogue of Life specia Lerista robusta nu are subspecii cunoscute.